# Giovanni Giacomo Panciroli
Giovanni Giacomo Panciroli (ur. w 1587 w Rzymie, zm. 3 września 1651 tamże) – włoski kardynał.

## Życiorys
Był synem krawca. Nauki pobierał w rodzinnym Rzymie, gdzie w 1605 uzyskał tytuł doktora utroque iure. Rozpoczął pracę w Kurii Rzymskiej i wraz z przyszłym papieżem Innocentym X wizytował nuncjatury w Neapolu i Hiszpanii. Od 1628 był referendarzem Najwyższego Trybunału Sygnatury Apostolskiej, a od 1632 audytorem Roty Rzymskiej. 16 grudnia 1641 został tytularnym arcybiskupem Konstantynopola. Sakrę biskupią przyjął 12 stycznia 1642. 13 lipca 1643 został kreowany kardynałem prezbiterem i w następnym roku otrzymał diakonię Santo Stefano al Monte Celio. Od września 1644 do śmierci pełnił rolę sekretarza stanu Stolicy Apostolskiej.